# Krindjabo
Krindjabo est une localité du sud-est de la Côte d'Ivoire et appartenant au département d'Aboisso, dans la Région du Sud-Comoé. La localité de Krindjabo a été chef-lieu de commune jusqu'en 2012 où elle fut supprimée.

## Histoire
Le village de Krindjabo est le centre et la capitale du Royaume du Sanwi. Le Royaume du Sanwi est une organisation sociale traditionnelle installée sur l'actuel territoire ivoirien vers la fin du XVIIe et au début du XVIIIe siècle ayant pour capitale Krindjabo. Le nom Krindjabo signifie en langue agni « sous le Krindja », un gros arbre situé au centre du village.

## Divers
Le village est connu notamment pour avoir reçu la visite du chanteur Michael Jackson en 1992. Il était à la recherche de ses origines et avançait avoir trouvé des preuves rattachant sa filiation à ce village. Il a pour cela été intronisé Prince du Sanwi sous le nom d'Amalaman Anoh. Son décès a par ailleurs donné lieu à des obsèques dans le dit village.

## Géographie
Krindjabo est situé à quelque 10 km d'Aboisso la capitale de région.

## Sports
Le village disposait autrefois d'un club de football, le US Krindjabo, qui évolue en Championnat de Division Régionale, équivalent d'une « 4e division » .